# Élections législatives kazakhes de 1962
Des élections législatives se sont tenues au Kazakhstan en 1962.